# مصعد
المِصْعَد وسيلة نقل في العِمارات والمباني الكثيرة الطوابق، يَصعَد بالناس والبضائع ويهبِط بهم عموديًّا بقوة الكهرَباء؛ تسهيلًا لبلوغ الطوابق العُليا بغير مشقة. وقد تُوجِبه قوانين بعض البلدان في المباني الكبيرة، ولا سيَّما إذا فاقَ غيرَه من الوسائل.
اختلفت آلية تحريك المصعد عبر التاريخ، فمن الجهد البدني إلى المحركات البخارية فالمحركات الكهربائية الشائعة حاليا. لكن مبدأ العمل ظل واحدا، قمرة أو حجرة مشدودة بحبل يرفعها أو ينزلها مع وجود حالات خاصة لمصاعد كالتي تزود فيها القمرة بمحرك. توفر المصاعد الحالية خاصة الكهربائية منها لوحة أزرار تسمح للراكب باختيار المستوى أو الطابق الذي يرغب في الوصول إليه.
غالبا ما نجد المصاعد مثبتة داخل عواميد مفرغة تسمح لقمرة المصعد بالتحرك عموديا (صعودا ونزولا). وإذا كانت قمرة المصعد حجرة مغلقة بباب، فهي في بعض الأحيان بجوانب زجاجية تسمح للمتنقلين بمتابعة الأجواء الخارجية سواء أكانت ردهة المبنى كما هو الحال في بعض الفنادق أو الأسواق أو بإطلال على خارج المبنى خاصة في عمارات ذات الواجهة الزجاجية.
أصبحت المصاعد ضرورة لا مفر منها خاصة في المباني الشاهقة. وظهر نوع خاص هو مصاعد ذوي الحاجيات الخاصة ومستعملي الكراسي المتحركة، فهي جهاز حركة عمودية ولكن بدون قفص أو قمرة وإنما فقط بحامل مناسب يسمح بتجاوز السلالم مايسمى أيضا بمتسلقة السلالم.
مصعد الشحن هو جهاز صمم أساسا لنقل الأحمال الثقيلة والناس في الأماكن العامة كالأسواق والمراكز الثقافية أو المصانع وغيرها. يتم تصنيعها لتتناسب مع الاستعمال والمستعملين.
على سبيل المثال، يوجد في فرنسا، وفقا لاتحاد الخبراء المستقلين ومكاتب مراقبة المصاعد (Fédération des indépendants experts et bureaux de contrôle ascenseurs : Fiebca)، حوالي 450000 مصعد في عام 2010، نصف هذا العدد عمرها أكثر من 25 عاما وربعها تجاوز الـ 40 سنة.

## التاريخ

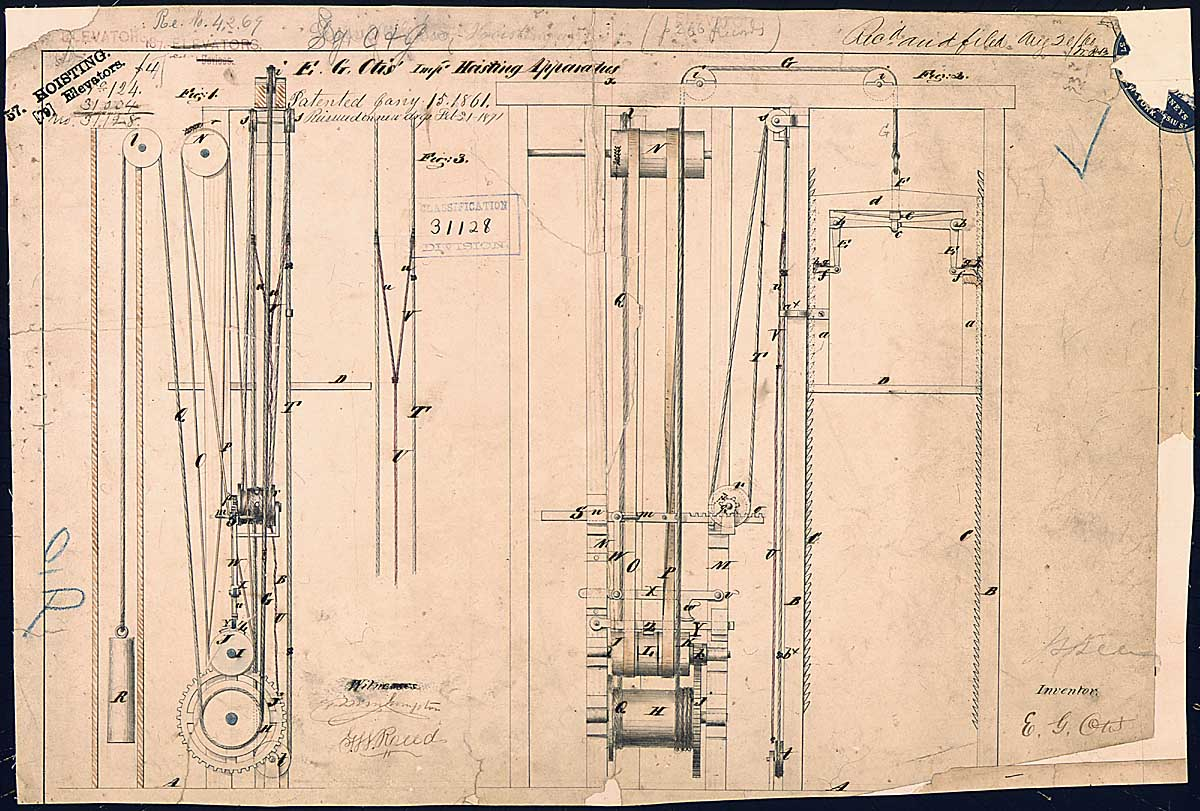
مخطط مصعد أوتيس

لعدة قرون، ظلت الأبنية المرتفعة (مثل الأديرة اليونانية) أمكنة شبه معزولة لصعوبة الوصول إليها إلا من خلال مصاعد بدائية «من دون محرك». وكان الظهور الأول لألات المصاعد في المناجم بشكل عام. ظهر في المناجم تصور تزويد المصاعد بمحرك بخاري وكان ذلك في أوائل القرن التاسع عشر.
أولى المصاعد التي زودت بها ناطحات السحاب والمخصصة للعامة في مطلع القرن التاسع عشر إلى القرن العشرين، سمحت بالصعود فقط على للطوابق العليا، في حين بقي النزول مقتصرا على السلالم فقط. غالباما يخصص المهندسون المعماريون مكانا للمصاعد بالقرب من السلالم. وفي كثير من الأحيان، كانت السلالم تلتف حول عمود مخصص للمصاعد بشكل الحلزوني مع فاصل معدني للحماية.
وفي الثلث الأول من القرن العشرين، زينت مصاعد الفنادق الفخمة والكبيرة مثلها مثل القطارات الفاخرة في عصرها، فحملت النوافذ وأبواب القمرة والقفص نقوشا شبكية مذهبة بالذهب الخالص. من منتصف القرن العشرين، وضعت قيود صارمة على نحو متزايد في قانون العمران بتزويد البنايات بمصاعد، فشاع استعمال المصاعد الآلية.

### بعض التواريخ الهامة
- في القرن الثالث قبل الميلاد، اخترع Ctesibius رافعة أحمال تعمل باستخدام ضغط المياه.
- في 236 قبل الميلاد. وصف فيتروفيوس المهندس المعماري الروماني ألة رافعة تديرها ذراع من اختراع أرخميدس.
- في 1743 تخيل جان جاك رنوارد دي فيلاير (Jean-Jacques Renouard de Villayer) في قلعة فرساي وقصر مازارين «كراسي طائرة» بناء على طلب منها دوقة شاتورو التي لها شقق في طابق علوي. أنجز أول عامل ماكنات للملك هنري بليز آرنول كرسيا متزنا بثقل، ويمكن للراكب أن يرتفع أو ينخفض باستخدام قواه في سحب حبل. في نفس الحقبة تم تثبيت في جبل سان ميشال حامل غذاء مدفوعا بعجلة خشبية كبيرة (مثل قفص السنجاب) يدفعها مساجين حبسوا داخلها.
- في عام 1854، زود إليشا أوتيس المصعد بنظام تحديد السرعة يفعل نظام سمي فرامل المضلة، يقوم بتوقيف القمرة وضمان سلامة الأشخاص في حال انقطاع الكابل. وأنجز أول عرض للجمهور في نيويورك. وفي عام 1857، جهز آلة بإمكانها حمل 450 كجم (من 5 إلى 6 أشخاص) بسرعة بطيئة جدا من 0.20 متر في الثانية الواحدة في متجر في نيويورك (الآن يمكن للمرء أن يتجاوز 10 مترا في الثانية الواحدة). وكان أول مبنى سكني يتم تجهيزه هو مبنى Haughwout Building في نيويورك في عام 1859.[2]
- في عام 1864، أعلن المهندس الفرنسي ليون إيدوكس (Léon Edoux) اختراع مصعد أسماه ascenseur يعمل باستخدام طاقة ضغط المياه مدينة (مكبس عمودي وقمرة متوازنة). وجهز سوقا للماشية في لافيليت في عام 1867.
- في عام 1880، تم في ألمانيا التفكير في مصاعد كهربائية، واستخدمت محركات الكهربائية ومحولات مطورة للصناعة والسكك الحديدية لجر قطار بكابل عند المنحدرات الشديدة.
- في عام 1889، تم افتتاح برج إيفل مع مصعد عظيم (ارتفاعه 160,40 متر وسرعته 0.80 متر / ثانية) بجهود المشتركة ليون وEdoux الاخوة أوتيس الذين خلفوا أباهم.[3]
- في عام 1924، ظهر مصعد بدون رافعة، وتطلب تطوير أجهزة التشغيل الآلي والسلامة. أوامر تصبح عندئذ الكهربائية والإلكترونية تجهيز الذاكرة. الشبكات الثابتة أو الأبواب يتوقف بعيدا، وقفل الأبواب المعدنية الكاملة تلقائيا، الخ.

## التقنية

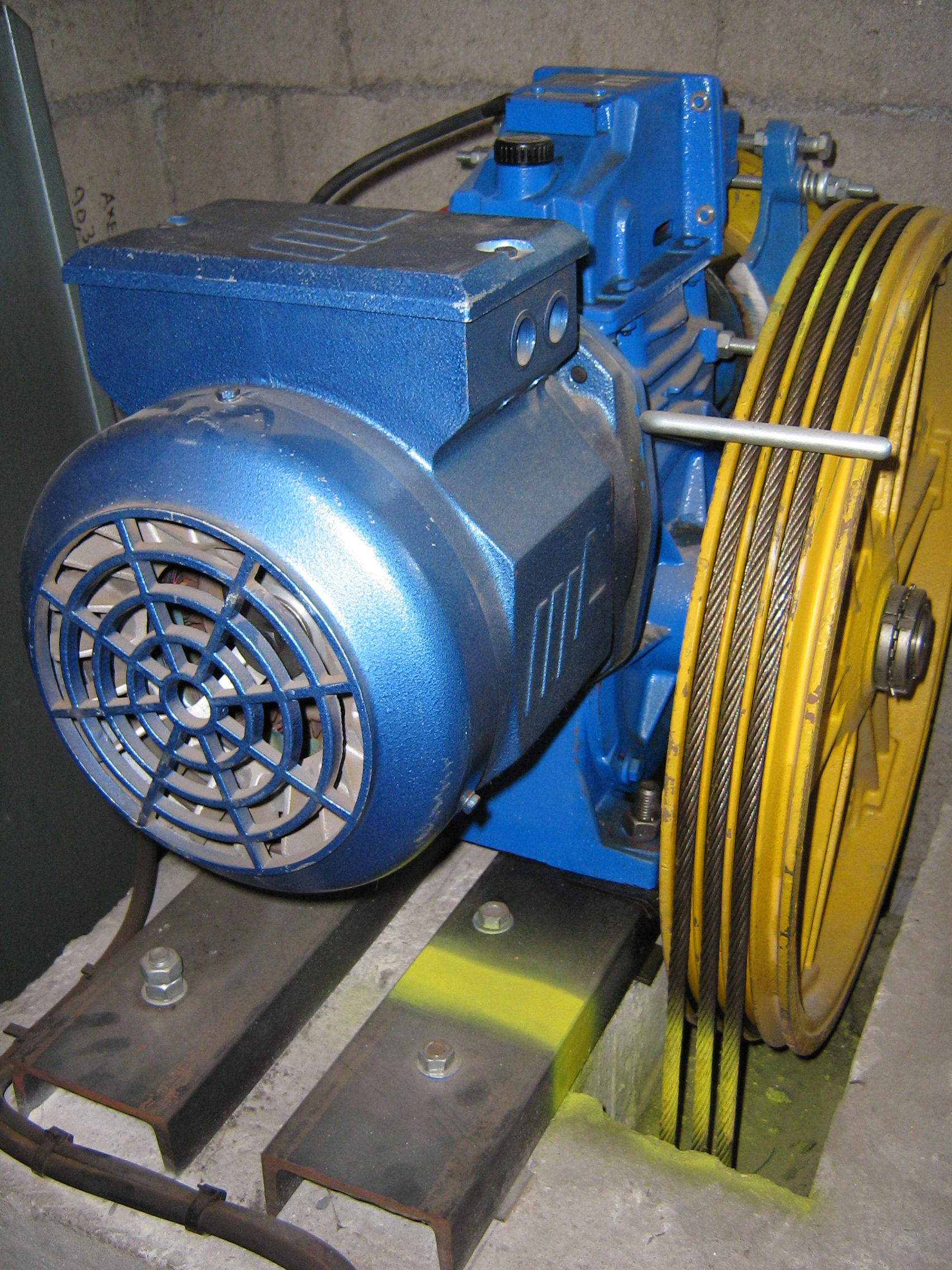
محرك وبكرات وفرامل. الخطوط الصفراء تشير إلى الطوابق

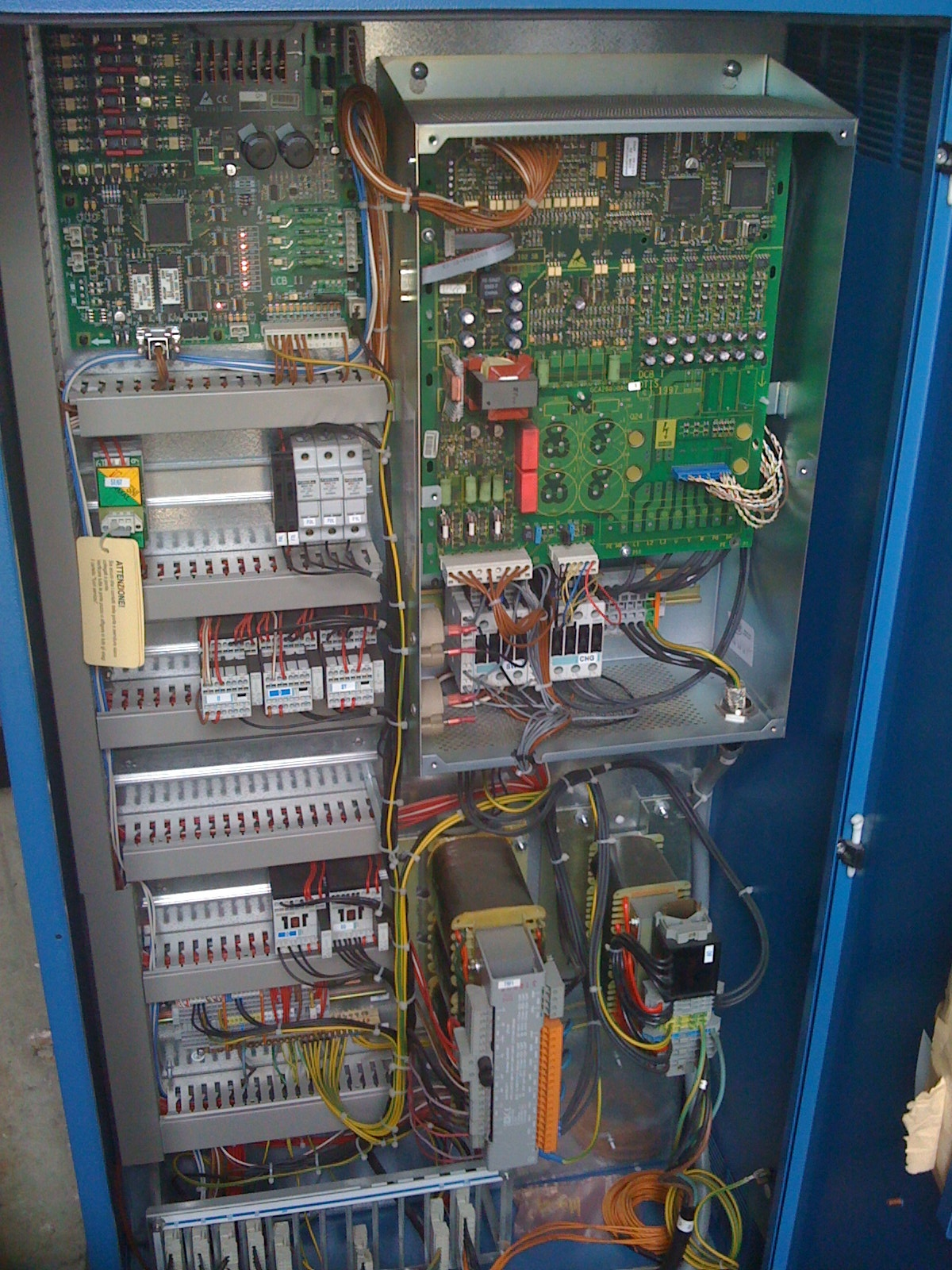
مراقب مصعد حديث

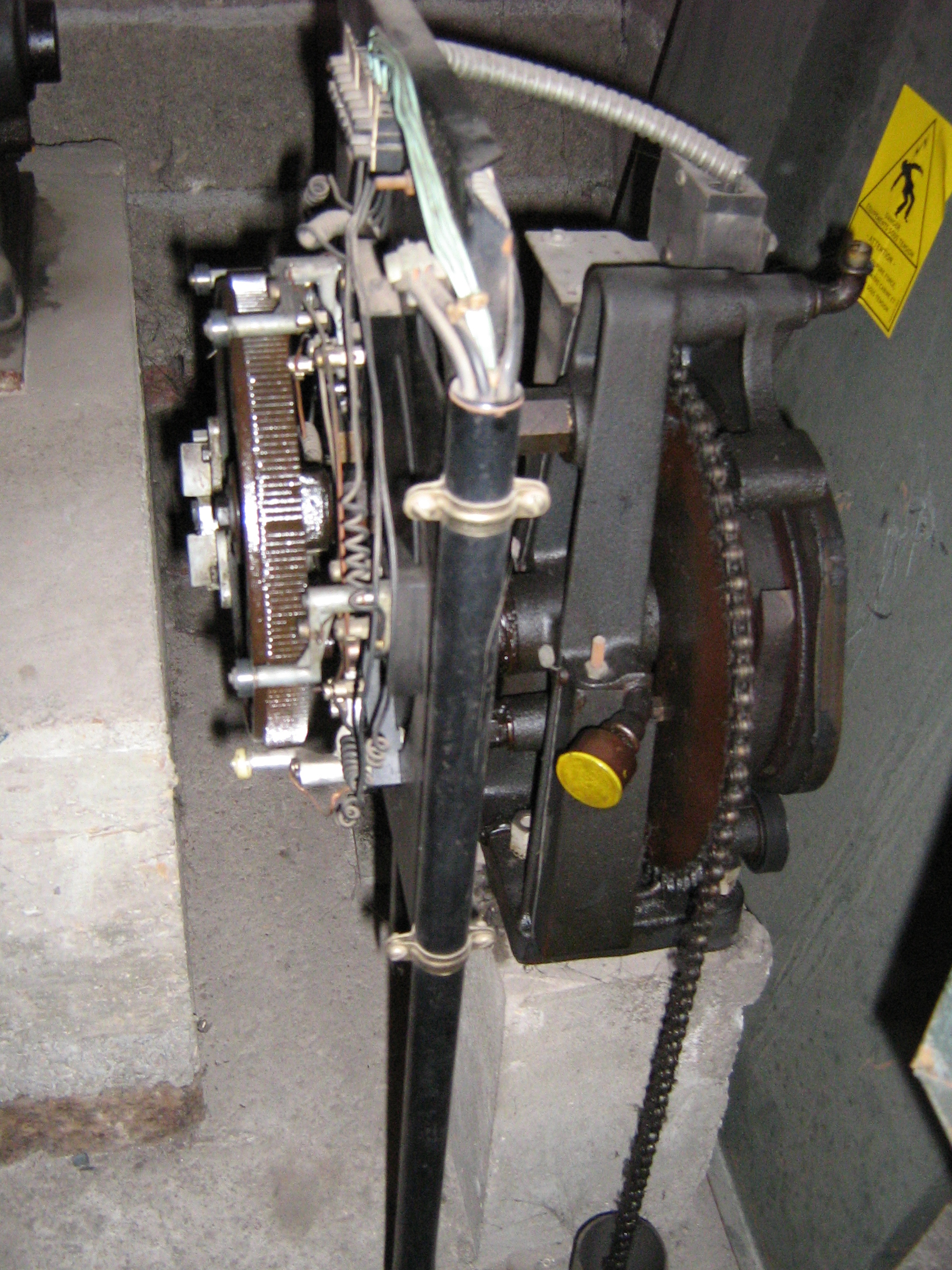
ضابط السرعة (على اليمين) ومحدد طوابق كهروميكانيكي

هندسة وأبعاد وبناء المصاعد توفر نقلا آمنا للأشخاص، فيوميا تقدر عدد التنقلات حسب الأفراد بمليار تنقل، مليونا جهاز مراقبة مركبة للإنذار عن أي خلل. غالبا ما تكون المصاعد على اتصال بمركز تحكم عن بعد. ويمكن للمستعملين استخدام الهاتف الموجود في القمرة. لمركز التحكم شبكة حواسيب تخزن بعض المعلومات التي تتلقاها من أجهزة الاستشعار لنظام المصعد، ويتم تخزين الباقي محليا في جهاز التحكم الإلكتروني.
مركز التحكم المحلي للمصاعد في ناطحات السحاب مجهز لتسجيل كل التنقلات اليومية. من أجل توفير مصعد لكل من يطلب وتجنيب التأخرات التي يشعر بها المستخدمون، ويسمح نظام المحمول بتدفق جيد لحركة العربات. تمكن دراسة التسجيلات لحركة الأيام السابقة النظام من توقع الحركة حاليا ومستقبلا ومن ثمة التحكم في المسارات لتنظيم الحركة.
المصاعد التقليدية الحالية متكونة من محرك كهربائي مع الكابل وثقل موازنة لقمرة. الصيانة العادية للمصعد تتمثل في إعادة توتير الكابلات والتحقق من سلامة نظم الحماية وأجهزة الاستشعار الخاصة بها.
المصاعد الهيدروليكية هو نظام مزود بمكبس. يمكن للمكبس نقل المقصورة التي تتحرك سوى بضعة طوابق، أو تحريك نظام بكرات يمر عبره كابل يحمل المقصورة.
كانت المصاعد الهيدروليكية الأولى بطيئة جدا، وكان على مستوى كل طابق زر «العودة» (لأنه كل طلب من اثنين تقريبا يرد الطابق الأرضي) وذلك لخفض مدة انتظار المستخدم المقبل.
كما كانت تستوجب عمود بعمق يساوي الارتفاع الأقصى. أنظمة العمود المزدوج سمحت بتخفيض عمق العمود إلى النصف، ولكن بطء النظام الهيدروليكي وتكلفة الحفر الباهضة كانت السبب في ترك استخدام هذا النظام وخاصة بانتشار المحركات الكهربائية.
يتم التحكم في محرك المصاعد الحديثة مغير اهتزازات، والذي يتحكم بتوتر التغذية الكهربائية بما يناسب عزم الدوران المطلوبة للتحرك بالتسارع أو التباطؤ ليقى الأمر غير محسوس للشاغل المقصورة (فتسريع سرعة المصاعد يزيد من شعور الشخص بالوزن: زيادة الوزن أو تخفيضه بنسبة 10 ٪ تقريبا).

### العناصر الرئيسية
يتكون المصعد من مقصورة أو قفص عمودي عموما. وتدعم المقصورة ببنية متوازية الأضلاع تسمح بتوجيه ودعم المقصورة. يتم التوجيه عبر عناصر مختلفة:
1. جزء ثابت: موجهان على طول مسار المقصورة وأخران على جانبي المقصورة. هذه الموجهات وعادة ما يكون بشكل الحرف T، كما استخدمت سابقا موجهات بشكل أنابيب دائرية، عادة بقطر 48 أو 50 مم. بعض القوانين كقوانين التخطيط الحضري والإسكان تطلب استبدالها بسبب حالات الصدأ داخل الأنابيب عثر عليها. كما تطلب استبدال المجهات الخشبية القديمة جدا (مع بعض الاستثناءات لبعض المصاعد التاريخية). المصعد الكلاسيكي بكابل ومحرك يتنقل على طول الموجهات بميلان عن الشاقول هو أقل من 15 درجة. فرامل المظلة هو نظام السلامة يقوم فيه فكان مركبان على المقصورة بتثبت في الموجهات لوقف الحركة.
2. جزء متحرك: المتزحلقات تعتمد على الموجهات أثناء حركة المقصورة. ويتم تشحيمها بانتظام لتقليل الاحتكاك والضوضاء. يمكن في بعض الحالات، استبدالها بعجلات صغيرة (قطرها من 80 ملم إلى 200 ملم) مثلما هو الحال في المقصورات ذات السرعات العالية أو الأحمال الثقيلة.

### السرعة
للمصاعد في المباني السكنية الكلاسيكية، ومخازن ومواقف السيارات سرعات نموذجية من 0.6 متر / ثانية إلى 2.5 م/ ثا أي قرابة 2 إلى 9 كم / ساعة.
بالإضافة إلى ذلك، للمصاعد سرعات متناسبة مع ارتفاع الأبراج أو ناطحات السحاب:
- 3 م/ثا، أي طابق كل ثانية (11 كم / ساعة) ما بين 15 و 30 طابقا
- 4.5 م/ثا أي 1.5 طابق في الثانية (16 كم / ساعة) ما بين 20 و 40 طابقا
- 6 أو 7 م/ ثا أي طابقين في الثانية (22 كم / ساعة) بين 35 و 100 طوابق (56 طوابق برج مونبارناس، لادوفانس)
- 9 م/ثا أي 3 طوابق/ثانية (33 كم / ساعة) ما بين 50 و 110 طابق (شيكاغو وتورنتو وبرج Q1، ملبورن)

أقصى سرعة تصل إلى 17 أو 18 مترا في الثانية أي 60 كم / ساعة، لمصاعد أطول الأبراج مثل تايبيه 101 في تايبيه أو برج خليفة في دبي. ولكن يجب في هذه الحالات أن توفر المقصورة ضغط مناسبا، لأن ما بعد 11 م/ثا هناك مخاطر الصحية.
التسارع اللازم للوصول إلى سرعة المصاعد الحديثة، غالبا ما تكون ثابتة ومدروسة نحو +/- 1 متر في الثانية مربع (1 م / ثا²)، أو +/- 0.1 G (جاذبية). لكن في العديد من المصاعد القديمة، فهو غير منظم وفي كثير من الأحيان وكبير.

## الصحة

### تضرر الأذن
يمكن للسرعات الكبيرة المكتسبة مشتركة مع الفارق الكبير في ارتفاع ناطحات السحاب في احداث ضرر في أذن قليلة المقاومة لانخفاض الضغط الجوي الخارجي.
تسارع المصاعد، الممتد بالنسبة للسريعة منها، يعطي تحت أقدام إحساس غير عادي بثقل أكبر عند التنقل للأعلى، وعند بدء الانطلاق نحو الأعلى وعند الفرملة أثناء النزول، مع الشعور بالسقوط للأسفل. ويزداد وزن الأشخاص مقارنة بفوق الأرض بانخفاض أو ارتفاع بنسبة حوالي 10 ٪ وأكثر بالنسبة للمصاعد القديمة.
يجتمع هذا تأثير على الأذن الداخلية التي تحقق التوازن للجسم، بإعطاء الإحساس بالغثيان أو الخوف المتصل بتأثير المفاجأة غير المتوقعة، لأن النظام المرجعي بالنسبة للجسم لا يتحرك من حيث الإدراك البصري في المقصورة المغلقة، وبتأثير مضاعف بفعل السكون دون الإشارة السمعية للحركة وإضافة للوقوف منتصبا وغالبا بدون.

### مصدر لمشاكل القلب والأوعية الدموية والسمنة
أدى انتشار المصاعد إلى النقص النسبي في استعمال السلالم، ما يعتبر سببا من الأسباب العديدة للبدانة. وفي مقال في Nutrinews كتب في عام 2003 على أساس مقابلة مع البروفيسور الفرنسي ارنو بادوفون (مسؤول قسم التغذية في الفندق ديو، باريس)، يقول «تغيير أنماط الحياة ساهمت بلا شك في تشجيع البدانة. الخمول البدني والسيارات والمصاعد والسلالم المتحركة والعمل في بيئات دافئة ومتابعة التلفزيون وحتى الأكل في كل وقت...».
وكجزء من التوصيات الصحية لعامة الناس، فمن المستحسن للمواطنين استعمال السلالم بدلا عن المصاعد (وهو موضوع إحدى الحملات التوعوية الفرنسية وبرنامج «سلالم إلى الصحة» في كندا).

### انتقال فيروس
اعتبرت المصاعد، في مجال مكافحة تفشي عدوى إنفلونزا الخنازير (H1N1) في عام 2009، كعامل لخطر انتشار هذا الوباء:
- انتقال الفيروس في الهواء: المسافة الموصى بها هي 2 متر بين الناس وهي لا تحترم دائما في المصاعد.
- انتقال الفيروس عبر اللمس: تعتبر أزرار المصعد التي يلمس العشرات كل ساعة أو يوم مصدر إصابة لعشرات أو مئات من الناس. كما أن فيروس الإنفلونزا يمكنه البقاء حيا لـ 8-48 ساعة على الأشياء. تشير الدراسات إلى أن الفيروس يظل حيا لمدة أطول على الأسطح الملساء الصلبة (البلاستيك، والمعادن، والذي هو حال أزرار المصعد) على الأسطح المسامية (النسيج).

## أنظمة مشتقة

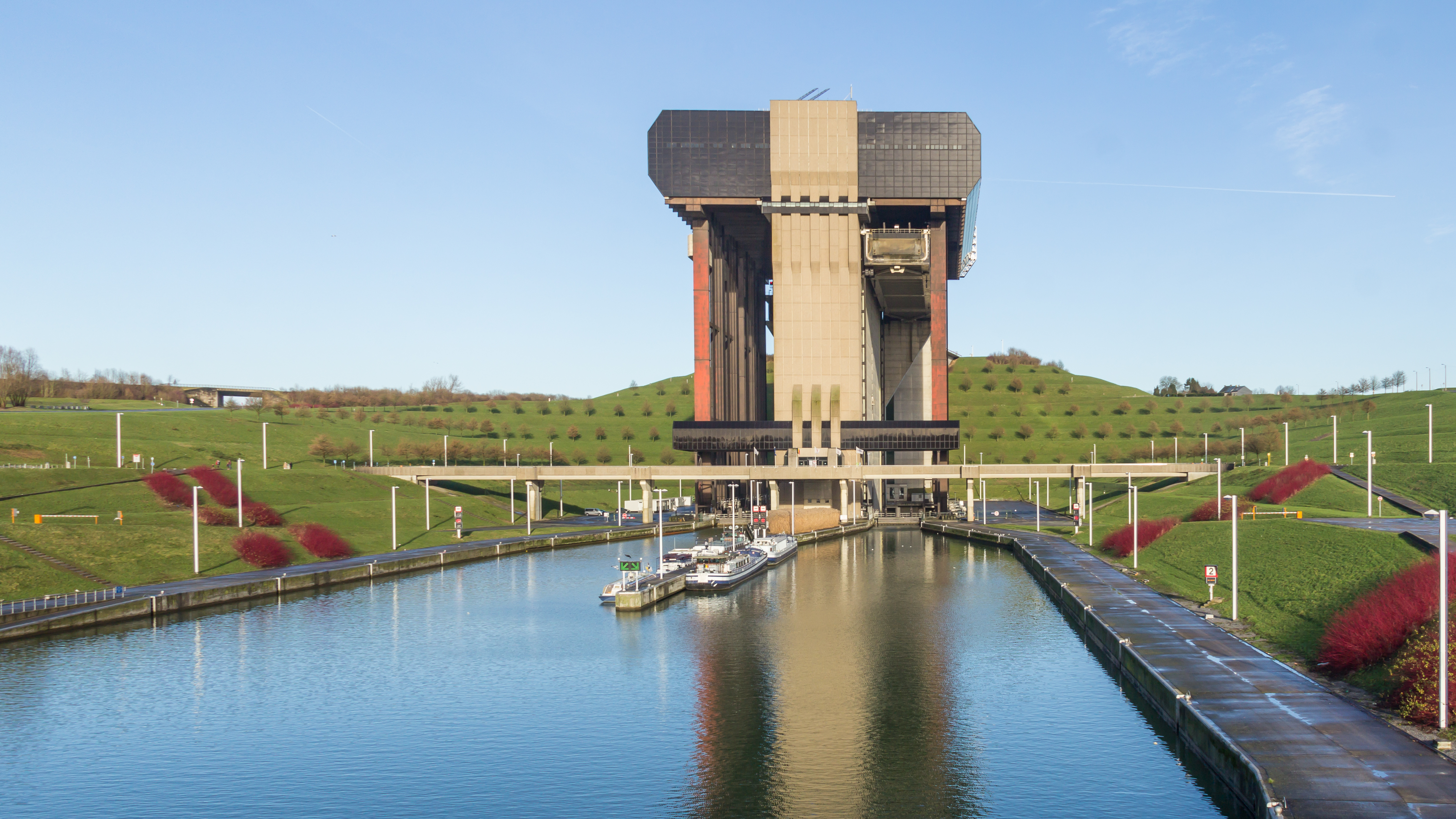
مصعد للسفن (بلجيكا)

### مصعد للملاحة النهرية
الرافعات التي تنقل البواخر من مستوى لآخر هي مصاعد أيضا. أنجز أول مصعد بواخر في أندرتون (Anderton) بالمملكة المتحدة سنة 1872.

## مصاعد الإثارة للتسلية

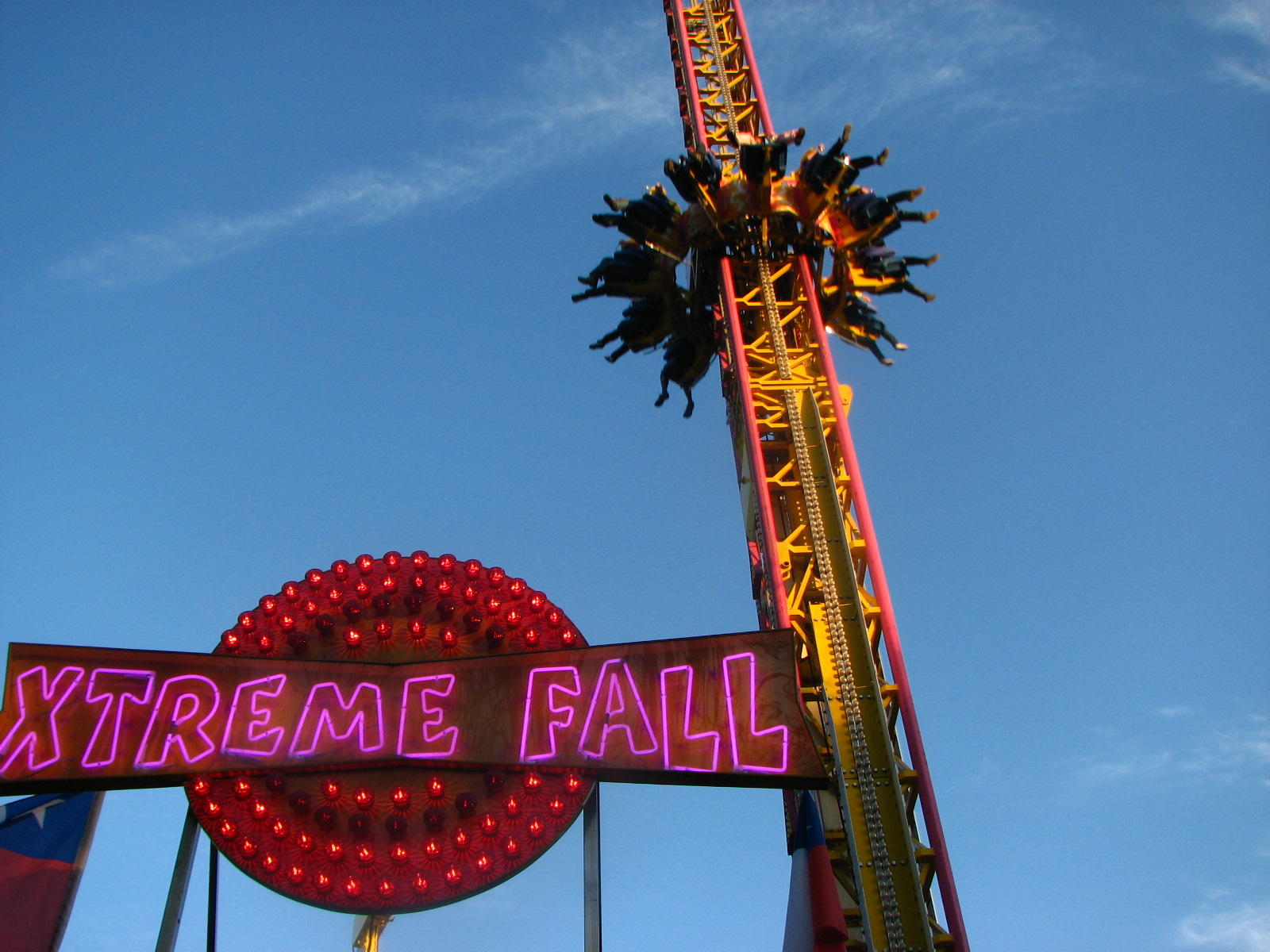

التسارعات العمودية هي أحد مصدر الإثارة والتسلية.

### المصعد المائل
المصعد المائل هو وسيلة نقل إرشادي يستعمل مقصورة واحدة تتحرك على سكة في منحدر. تجر المقصورة إلى محطة طرفية في الأعلى بواسطة كوابل.

### مقالات ذات صلة
- مصعد مائل

### هوامش ومراجع
1. ↑  (بالفرنسية) article de Batiactu intitulé L’obligation de rénovation des ascenseurs reste mal comprise ], 2010/11/05 نسخة محفوظة 10 يونيو 2015 على موقع واي باك مشين.
2. ↑  (بالفرنسية)La fabuleuse histoire de New York, Anka Muhlstein, Grasset, p101
3. ↑  Nota : ces appareils sont toujours en service. La capacité actuelle est de 75 personnes et la vitesse de 2,5 m/s.
4. ↑  مقال Nutrinews منشور على موقع راديو فرنسا الدولي نسخة محفوظة 27 أبريل 2017 على موقع واي باك مشين.
5. ↑  Site de l'Agence de la santé publique du Canada - Programme Escaliers vers la santé نسخة محفوظة 28 يونيو 2013 على موقع واي باك مشين.